# Brücken (bei Birkenfeld)
Brücken település Németországban, Rajna-vidék-Pfalz tartományban. Lakosainak száma 1282 fő (2023. december 31.).

## Népesség
A település népességének változása:
| Lakosok száma | 1016 | 1189 | 1200 | 1258 | 1281 | 1282 |
|               | 1975 | 2017 | 2019 | 2021 | 2022 | 2023 |